# 韓国労働者福祉協議会
韓国労働者福祉協議会（略称：韓国労協）は、1970年代に労働運動を主導してきた元労働者を中心に1984年3月10日に結成された、第五共和国時代の韓国における公然的な労働運動団体である。初代委員長は方容錫。1989年1月22日に、韓国民主労働者連盟に改編された。

## 概要
1980年5月の非常戒厳令拡大措置（5・17クーデター）によって、民主化運動のみならず労働運動にも厳しい弾圧が加えられた。その結果、1970年代後半に相次いで結成された自主的な労働組合（民主労組）も、解体若しくは御用組合化され、中心幹部は三清教育隊に送られただけでなく、その後も当局の「ブラックリスト」に載せられ、正業に就けないなど、厳しい状態に置かれた。しかし、83年末から宗教運動や学生運動と協力して｢ブラックリスト｣撤廃運動が活発化に展開される中で、84年3月に韓国労協が発足した。
| 労働運動の新しい出発のための宣言（韓国労協の創立とともに採択） ｢維新独裁の暗黒の時代に民主化労組を守るために地道に活動し、権力の残忍な弾圧の犠牲となった当事者として、組織もなく孤立分散している現状の限界点を克服し、労働運動の主体性、統一性、連帯性を高める｣ 出典：『朝鮮韓国近現代史』（日本評論社）594頁 |